# Begraafplaats van Hébuterne
De Begraafplaats van Hébuterne is een gemeentelijke begraafplaats in de Franse gemeente Hébuterne in het departement Pas-de-Calais. De begraafplaats ligt aan de zuidrand van het dorpscentrum. Centraal op de begraafplaats staat een calvariekruis.
Op de begraafplaats ligt een militair perceel met 58 Franse gesneuvelden uit de Eerste Wereldoorlog.

## Britse oorlogsgraven
Aan de westkant van de begraafplaats bevinden zich twee Britse militaire perken met gesneuvelden uit de Eerste Wereldoorlog. Ze werden ontworpen door Wilfred Von Berg en bevatten 58 gesneuvelden, waaronder zes niet geïdentificeerde. Het Cross of Sacrifice staat in het perceel met de meeste graven. Hun graven worden onderhouden door de Commonwealth War Graves Commission en staan er geregistreerd onder Hebuterne Communal Cemetery.
Hébuterne lag tijdens de oorlog in door de geallieerden bezet gebied, vlak bij het front. Britse troepen namen er in 1915 de controle over van de Fransen. In 1916 lag de plaats binnen bereik van het geschut tijdens de Slag aan de Somme. In 1918 hield de New Zealand Division hier de oprukkende Duitsers tegen.

### Graven
Onder de geïdentificeerde slachtoffers zijn er 50 Britten en 2 Australiërs.
- Harold Quest, kapitein bij het York and Lancaster Regiment werd onderscheiden met het Military Cross (MC).
- Percy Watkiss Fisher, onderluitenant bij de Royal Fusiliers werd onderscheiden met de Distinguished Conduct Medal (DCM).
- korporaal Walter Wesley Tilbrook (Australian Infantry, A.I.F.) werd onderscheiden met de Military Medal (MM).

- geleider C.F.V. Dyson en kanonnier Percival Ascroft Bibby, beide dienend bij de Royal Field Arltillery waren 17 jaar toen ze sneuvelden. Laatstgenoemde diende onder het alias Percival Graham.